# Хёхерль, Герман
Ге́рман Хёхерль (нем. Hermann Höcherl; 31 марта 1912, Бренберг — 18 мая 1989, Регенсбург) — немецкий политик. Министр внутренних дел в правительствах Конрада Аденауэра и Людвига Эрхарда, а также министр продовольствия, сельского и лесного хозяйства в правительствах Людвига Эрхарда и Курта Георга Кизингера.

## Биография
Хёхерль воспитывался в семье дедушки. Окончив школу в 1931 году в Ландсхуте, Хёхерль изучал юриспруденцию в Берлинском, Экс-Марсельском и Мюнхенском университетах. В 1931—1932 и 1935—1945 годах Хёхерль состоял в НСДАП. В 1938 году выдержал государственный экзамен на звание юриста. До 1940 года служил судебным заседателем в Регенсбурге, затем работал прокурором. Участник Второй мировой войны, воевал на Восточном фронте начальником батареи в звании лейтенанта. После войны работал на строительстве трубопроводов. В 1948 году вновь получил право заниматься адвокатской деятельностью. В 1949 году вступил в Христианско-социальный союз и вскоре возглавил партию в округе Верхний Пфальц. В 1950 году поступил на государственную службу прокурором при земельном суде Деггендорфа. В 1951—1953 годах являлся советником участкового суда и председателем земельного суда Регенсбурга. В 1953—1976 годах Хёхерль являлся депутатом бундестага. В 1958 году был избран в состав правления партии.
После выборов в бундестаг 1961 года Хёхерль был назначен 14 ноября 1961 года федеральным министром внутренних дел в правительстве Конрада Аденауэра и сохранил за собой эту должность при канцлере Людвиге Эрхарде. После выборов в бундестаг 1965 года 26 октября 1965 года Хёхерль получил в правительстве должность федерального министра продовольствия, сельского и лесного хозяйства. В этой должности он также вошёл в состав кабинета Курта Георга Кизингера. Вышел из состава правительства 21 октября 1969 года по результатам выборов в бундестаг 1969 года.